# The Singles 2nd Ward
The Singles 2nd Ward è un film commedia del 2007 diretto, sceneggiato e co-prodotto da Kurt Hale. È il sequel di The Singles Ward (2002). Dovrebbe essere seguito da The Family Ward.

## Trama
Dallen (Kirby Heyborne) insegna folklore mormone in un college; egli ormai non crede più nell'eterno matrimonio e convive felicemente con Christine (Erin Chambers), la donna dei suoi sogni, dolce, amorevole e soprattutto devota al Vangelo.
Quando lei rimane incinta, i due rivedono il loro rapporto, Dallen conosce i genitori di lei, i quali hanno avuto parecchi matrimoni alle spalle e sono molto ricchi.
I genitori di Christine non sono d'accordo col credo di Dallen, il culto mormone; essi non capiscono come due persone così diverse possano frequentarsi. Dallen capisce dove vogliono arrivare i genitori di Christine e quindi ritira la proposta del matrimonio, al fine di evitare che ella possa litigare coi parenti.

## Distribuzione
Il film è stato distribuito direttamente nel mercato home video statunitense l'11 dicembre 2007.